# Контактна сочива
Контактна сочива су корективна, козметичка, или терапијска сочива предвиђена за стављање на рожњачу ока.

## Историја
Модерна мека контактна сочива су изумели чешки хемичари Ото Вихтерле и Драхослав Лим, као и први гел који је коришћен као материјал за њихову израду.
Леонардо да Винчију се често приписује увођење идеја контактних сочива у својом Codex of the eye, Manual D из 1508., где је описао је метод директног мењања рожњачне власт или потапањем главе у чинију воде, или ношење водом испуњене стаклене хемисфере преко ока. Ни једна од идеја није се могла практично применити у Да Винчијево време. Он није сматрао да та идеја може да се користи за исправљање вида, више га је интересовало учење о механизмима смештаја ока.

## Намена
Контактна сочива обично служе корективној сврси као и уобичајене наочаре, али неке су лагане и на први поглед невидљиве - многа комерцијална сочива су бледоплаве боје што их чини видљивијима кад се уроне у течности за чишћење и чување. Нека козметичка сочива су намерно обојена да би изменила боју ока.
Установљено је да 125 милиона људи широм света користи сочива (2%), укључујући 28 до 38 милиона у САД и 13 милиона у Јапану. Врста сочива која се прописују се доста разликују међу државама, на пример тврдих сочива је прописано више од 20% у Јапану, Холандији и Немачкој, но мање од 5% у Скандинавији.
Људи се одлучују на ношење контактних сочива због много разлога, често због њихових карактеристика попут наизгледне невидљивости, те практичности. Упоређујући их са наочарима, контактним сочивима мање сметају временске непогоде, не замагљују се, те осигуравају веће видно поље. Погодније су за спортске активности. Но, нека офталмолошка стања попут кератоконуса и анизокорије не могу бити исправљене сочивима.

## Контраиндикације за употребу
Контраиндикације за употребу контактних сочива су болести, патолошка стања и функционални поремећаји који ограничавају ношење контактних сочива или који могу да се погоршају током њиховог ношења.
Најчешће контраиндикације за употребу контактних сочива су:
а) сва акутна запаљења очних капака, коњуктиве и рожњаче
б) хронично запаљење структура помоћног апарата ока и предњег сегмента ока, која се могу погоршати током ношења контактних сочива
ц) сви алергијски кератокоњунктивитиси у фази погоршања,
д) рекурентни иридоциклитис,
д) болести горњих дисајних путева (синуситис, опструктивни бронхитис, астма)
ф) хронични алкохолизам,
г) неке неуролошке и психијатријске болести (епилепсија, паркинсонизам),
ж) недовољна мотивација и нервоза при руковању сочивима и њиховом одржавању.

## Могуће компликације
Употреба контактних сочива може довести до следећих врста компликација:
- заразне болести (суви кератокоњунктивитис, други коњунктивитис, итд),
- алергијске реакције,
- хипоксичне реакције због нарушавања довода кисеоника рожњачи ока,
- механичко оштећење рожњаче.

Уколико се не поштују правила хигијене и сочива нису правилно очишћена - потребно је сочива третирати посебним раствором за чишћење - могућа је инфекција слузокоже ока. У случају непоштовања услова ношења, редовног предугог ношења сочива без планиране замене, употребе сочива са ниском пропусношћу кисеоника - могуће је постепено клијање крвних судова у рожњачу ока (неоваскуларизација рожњаче) и друге компликације које су често неповратне и које су контраиндикација за даље ношење контактних сочива.